# Тугра

Тугра Махмуда II.
Елементи показано в порядку виписування, різними кольорами виділено їхнє значення по словах: «Махмуд Хан, син Абдул-Гаміда, завжди звитяжний»

Тугра́ (тогра; араб. طغراء, тур. tuğra, крим. tuğra) — персональний знак правителя (султана, халіфа, хана, шехзаде), його «підпис», оформлений каліграфічно переплетеними вензелями за спеціальною формулою, що містить ім'я можновладця, ім'я його батька (іноді діда) та титул. Спершу тугру використовували для візування офіційних документів — вона була обов'язковим елементом, що надавав султанським ферманам чи грамотам юридичної сили. Попри те, що у початковий період тугра мала функції, схожі на підпис, правителі майже ніколи не виписували її власноруч, а мали для цього спеціального державного посадовця, чиїм єдиним обов'язком було нанесення тугри на відповідних державних паперах.
Тугрою користувалися Великі сельджуки, Анатолійські сельджуки, мамелюки, Анатолійські бейліки, султани та шехзаде Османської імперії, а також Кримські хани. Московські царі також мали тугри — для скріплення грамот і послань мусульманським володарям. В Османській імперії тугра з часом набула функції державного герба й почала застосовуватися не лише на документах, а й на будівлях, зброї, одязі, прапорах, державних нагородах, бланках тощо.
Традиція використання кримськотатарських тугр завершилася разом з останнім Кримським ханом Шагіном Ґераєм наприкінці XVIII ст., остання московська тугра датується першою половиною XIX ст. Османські султани де-факто припинили користуватися тугрою після скасуванням султанату в 1922 році. Ще через п'ять років її використання на державних будівлях заборонили законом. Нині відповідна заборона скасована, а тугра, яка втратила юридичне значення, використовується як декоративний елемент чи статусний подарунок.

## Історія
Слово «тугра» є питомо тюркським і веде свій початок від огузької мови, де мало форму «тур. tugrag». Повними відповідниками турецького слова «тугра» в османській мові та османській бюрократичній процедурі є перське «нішан» (перс. نشان) та арабське «алямет» (араб. علامت) і «тевкі'» (араб. توقیع).
Найдавніші дані про слово і спроба пояснення містяться у «Словникові турецької мови» (араб. ديوان لغات الترك трансліт. Dîvânü Lugāti’t-Türk) Махмуда Кашгарі, написаному в XI ст. Автор подає слово у формі «tuğrağ» і дає пояснення: «Також тугра і тура. Печатка правителя, наказ. З огузької. Тюрки його не знають. Походження [слова] і я не знаю.»

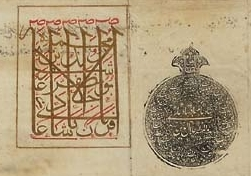
Тугра та печатка Шаха Алама II, падишаха Великих Моголів, XVIII ст.
напис: Ферман звитяжця величі віри Мухаммед Шах Алам падишах-ґазій

Тугрою послуговувалися  Великі сельджуки, Анатолійські сельджуки, мамелюки, Анатолійські бейліки, султани та шехзаде в Османській імперії та Кримьскі хани. Московські царі теж користалися туграми — для скріплення грамот і послань мусульманським володарям. Великі сельджуки й Анатолійські сельджуки використовували фігурну тугру, схожу за виглядом на османські аналоги, на офіційних листах, наказах і державних призначеннях, також мали офіційну посаду туграї — виписувача тугри. Схожі тугри були наявні також в Анатолійських беїв, приклади яких збереглися на грошах, в установчих документах вакфів і у позначках на книгах. Найдавніша з відомих бейських тугр належить бею Сарухана Ісках-бею і датується 1374 роком. 

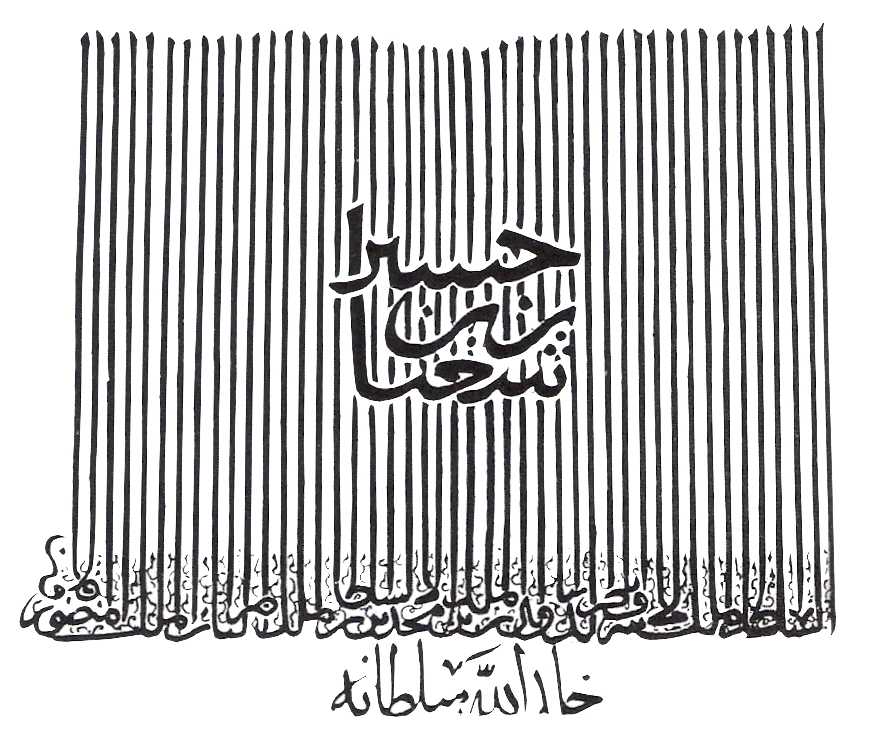
Тугра мамелюцького султана Шабана II, XIV ст.

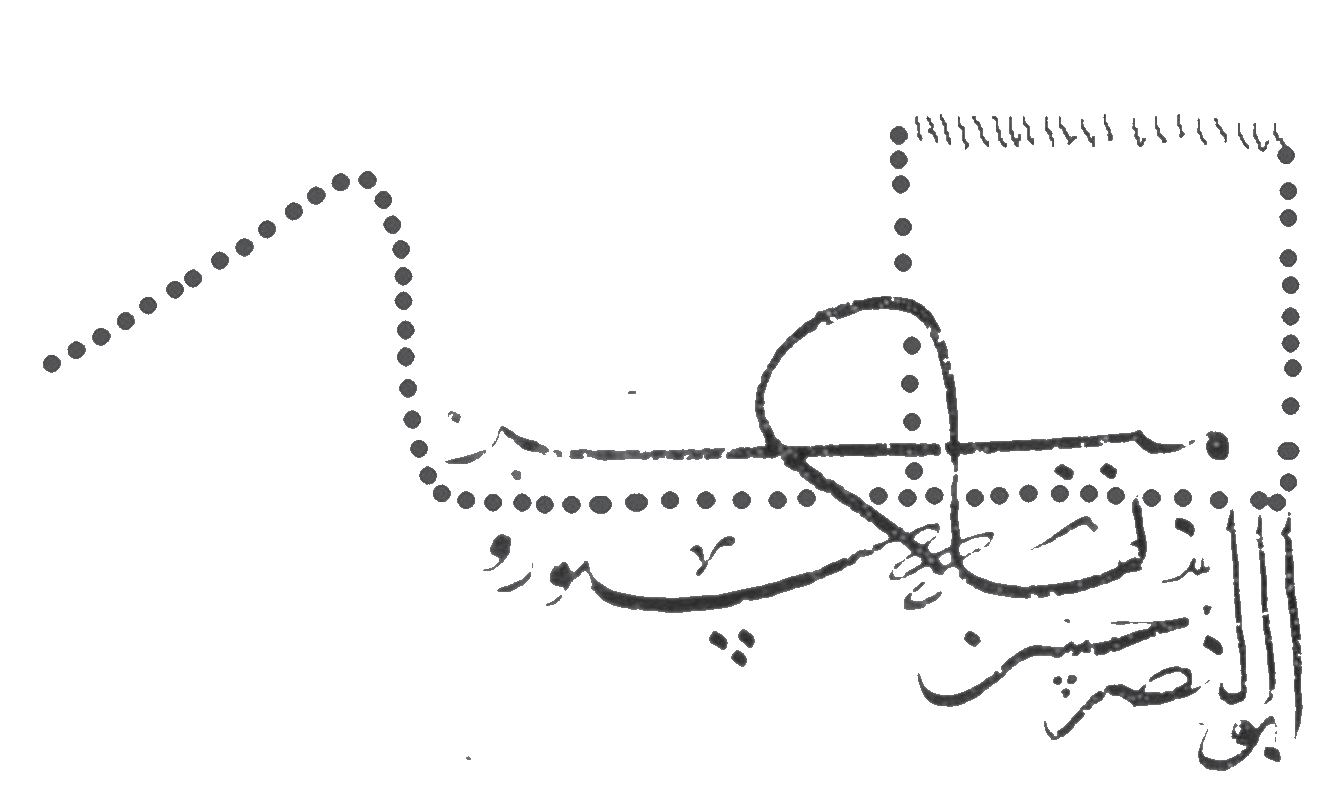
Тугра правителя Ак-Коюнлу Узун-Хасана, XV ст.
напис: Абу аль-Наср Хасан Бахадир. Слово наше

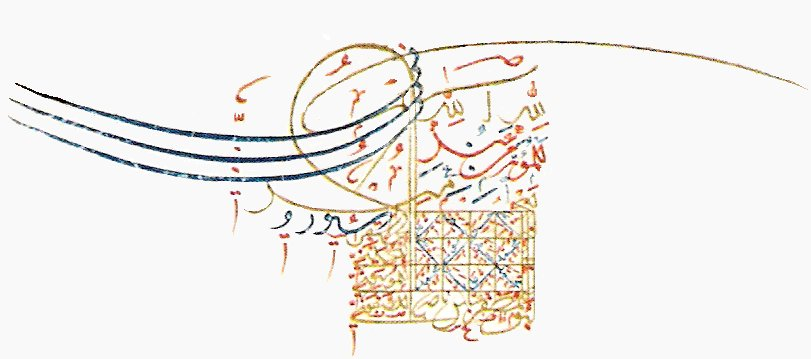
Тугра шаха Ірану Аббаса II, XVII ст.

Тугра від Великих Сельджуків через Аюбідів потрапила до мамелюків. Проте мамелюки зосередилися більше на утилітарній функції тугри, тому використання різнилося від сельджуцького, анатолійського та османського. У мамелюків тугра мала вигляд фрази та готувалася заздалегідь на окремому папері, який потім приклеювали на офіційні документи. На туграх Анатолійських беїв фігурність форми забезпечувалася округлими формами літер нун (ن), мім (م) та ра (ر), тоді як мамелюки додавали візерунків до фрази літерами еліф (ا) та лям-еліф (ﻻ). На той момент майже сторічну традицію османських тугр перейняли також моголи й іранці. За тимурідів тугра прийшла на заміну традиційним квадратним печаткам, написаним куфічним почерком
Тугра в Османській імперії означала лише «підпис» члена панівної династії, цей термін не може використовуватися на позначення знаку інших посадових осіб Османської держави. Як знак найвищого правителя, тугра завжди посідає місце перед текстом документа (вище за неї лише «хюве» (осман. هو, трансліт. hüve) — формула прославлення Аллаха). Підписи ж Великого візира та інших чиновників найвищого рангу називалися «пенче» (осман. پنچه, трансліт. pençe), вони могли мати лише один завиток «бейзе» і ставилися на березі праворуч від основного тексту документа. 
У документах на означення тугри використовувалися також різні описові конструкції, на кшталт «імперський знак», «імперський підпис» чи «пошанований символ». У бераті, який видав Мехмед IV Петрові Дорошенку, тугра означена наступним чином: «Нехай в такий спосіб знають і мають довіру до мого священного знаку!»

## Елементи тугри

Елементи тугри на прикладі тугри султана Сулеймана I Пишного

Тугра складається з чотирьох основних елементів:
Бунчук — довгі виступи, які здіймаються від нижнього скупчення літер. Ці стрімчаки зазвичай формують використовувані в імені та титулі арабські літери еліф (ا), лям-еліф (ﻻ), зи (ظ) або просто лінії без буквеного еквівалента, які додають для завершення композиції. Обрамлені тороками — елементами декору у вигляді прапорців довкола бунчуків, які здебільшого не несуть смислового навантаження.

Кинджал — дві паралельні лінії, які стрімко біжать праворуч від основного малюнка тугри та перетинають слово «звитяжний».

Кафедра або «долоня» — скупчення переважної більшості літер, на цій основі ніби стоїть решта конструкції тугри; саме тут зосереджений основний текст імені та титулу правителя. До часів Селіма II мала скоріше квадратну форму, після нього набула трикутної форми. Пізніше трикутник округлився і кафедра здобула фінальний вигляд в тугрі Махмуда II.

Завитки зовнішні та внутрішні — арабською називаються «бейзе», що значить «яйце». Створюються ліворуч вигинами літер нун (ن) у словах bin та Hân (також для них може використовуватися літера дал (د)), які ніби входять один в інший. У внутрішній завиток вписується слово «завжди».
Також праворуч над кинджалом може писатися «махлас» (псевдонім) султана або додаватися декоративний елемент, наприклад, букет квітів.

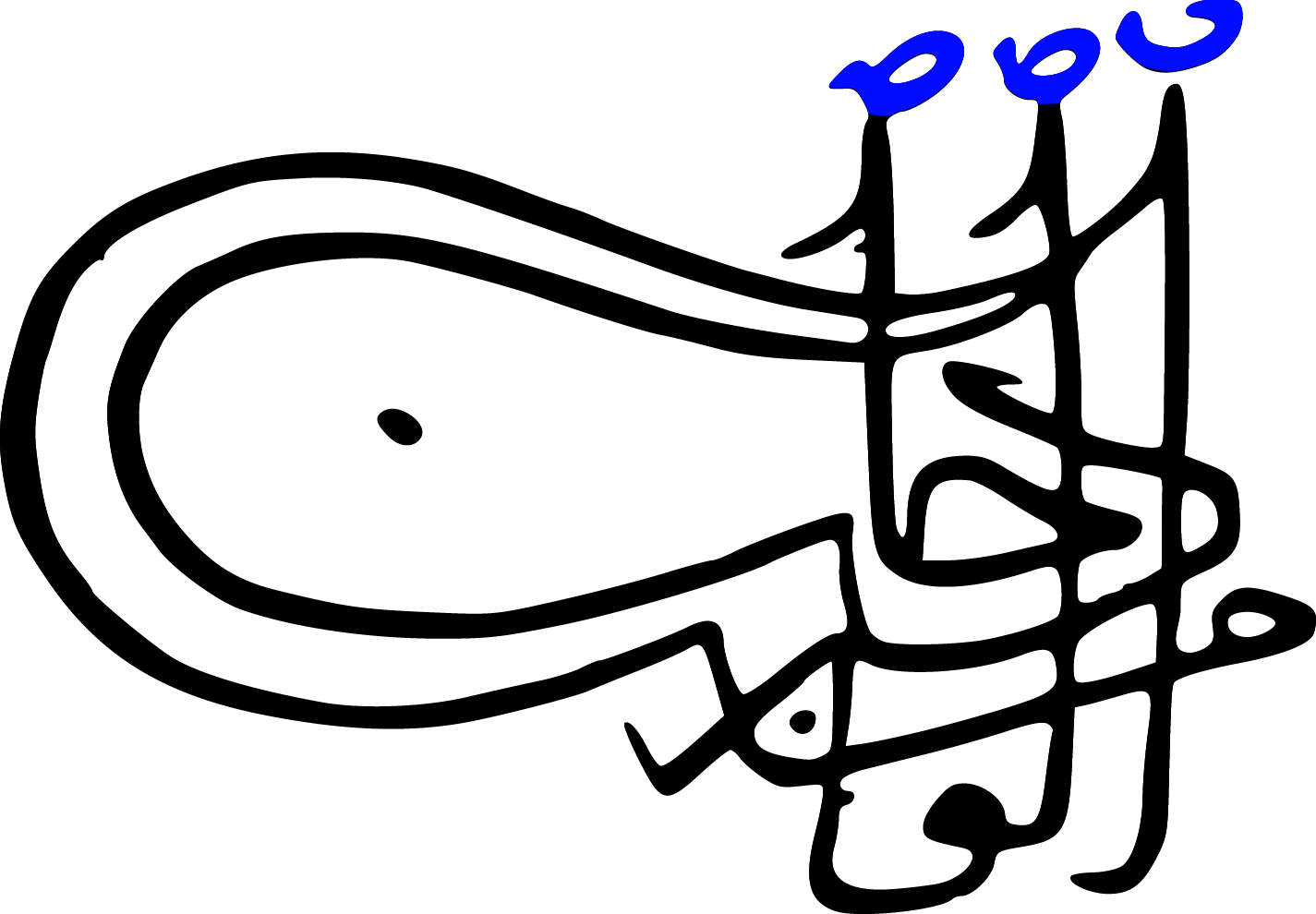
Тугра Мурада I з виділеними синім кольором васлами

Ще один елемент, який трапляється на ранніх султанських туграх, називається «васла» — додаткові кручені символи над бунчуками. Цей термін увів до вжитку австрійський тюрколог Пол Віттек. На його думку, васли означають, що тугра виписана султаном власноруч. Такого висновку науковець дійшов, вивчаючи тугру Мурада II, яку на той час тринадцятирічний шехзаде поставив на документі поряд із батьковою. Цю точку зору також підкріплює зошит, який може належати Мехмеду II Фатіху. Вважається, що це його власноручна чернетка, в якій також є тренувальні розписи тугри — з васлами. Нині відомі 7 султанських тугр з васлами: Орхана I, Мурада I, Беязида I, Еміра Сулеймана, Мехмеда I, Мурада II (період шехзадування) та Мехмеда II (період шехзадування?). Пізніше були виявлені також візирські підписи з васлами, через що теза Віттека про власноручний султанський підпис піддається серйозному сумніву. Також існує думка, що це стилізовані символи сонця.

## Тугри Османських султанів

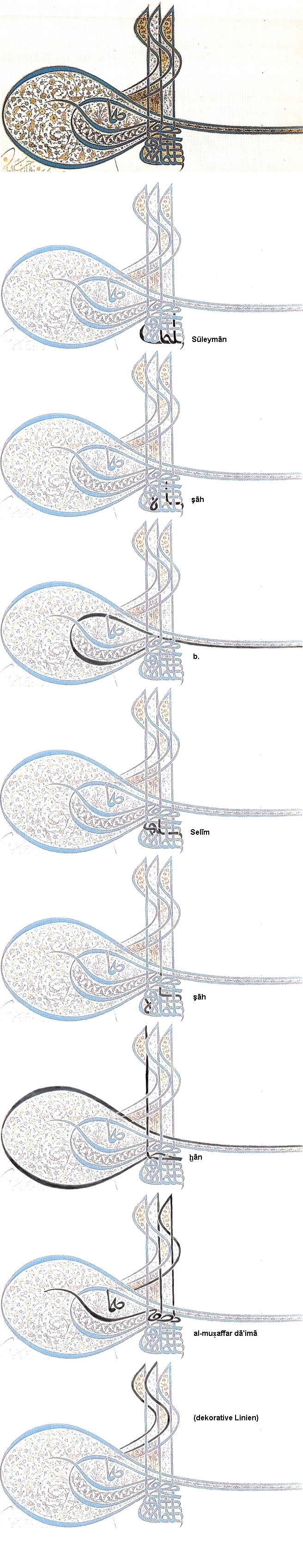
Розшифрування елементів тугри на прикладі тугри султана Сулеймана I Пишного

В Османів першою відомою нині тугрою є тугра Орхана I в установчому документі вакфа за 1324 рік. Загалом збереглося лише дві тугри Орхана, друга датована 1348 роком. Щоправда, до Орхана I серед тюрків уже була тривала традиція використання тугри, тому можна припустити, що його батько Осман, засновник династії Османів, також послуговувався тугрою, але до наших днів її прикладів не збереглося.
Тугра обиралася султаном після сходження на престол — у більшості випадків у той же день, із запропонованих варіантів і пізніше не змінювалася за кількома винятками. Найпізнішої зміни зазнала тугра Мустафи III, в якої змінили як текст, так і начертання на п'ятому році правління султана.
Вигляд кожної наступної тугри намагалися створити якнайбільше схожим на попередній. Зазвичай тугри мали три бунчуки. Якщо наявних в імені стрімчакових літер бракувало, то їх дописували як декоративний елемент. Так, наприклад, виглядає тугра Мехмеда I Челебі, де є лише дві стрімчакові літери еліф, а третя паличка не є літерою. Так само у разі надлишку подібних літер бунчуків залишалося три, але передбачалося, що деякі з них символізуватимуть літеру двічі. Єдиний відомий на сьогодні виняток — тугра Еміра Сулеймана із чотирма бунчуками. До тугри також додавалися декоративні елементи без буквеного відповідника, коли за султаном із довгим ім'ям престол посідав султан із коротким. Так було, коли після султана Абдул-Гаміда на трон зійшов Селім, тому в тугрі Селіма III наявно багато елементів, які ніяк не читаються.

### Розвиток у часі

#### Еволюція формули підпису
| Султан        | Формула підпису                                    | Примітки |
| ------------- | -------------------------------------------------- | --- |
| Орхан Ґазі    | Орхан син Османа                                   | Найдавніша відома тугра                                                                                        |
| Беязид I      | Беязид син Мурада Хана                             | Вперше додано титул «Хан»                                                                                      |
| Мурад II      | Мурад син Мехмеда Хана Звитяжний                   | Вперше з’являється слово «Звитяжний»                                                                           |
| Мехмед II     | Мехмед син Мурада Хана Завжди Звитяжний            | Додано «Завжди»                                                                                                |
| Селім I       | Сулейман Шах син Селіма Шаха Хана Завжди Звитяжний | Уведено «Шах», а до формули «Завжди Звитяжний» додався артикль («El-Muzaffer» замість попереднього «Muzaffer») |
| Сулейман I    | Сулейман Шах син Селіма Шаха Хана Завжди Звитяжний | «Шах» використовується двічі                                                                                   |
| Мехмед III    | Мехмед син Мурада Хана Завжди Звитяжний            | «Шах» вилучено                                                                                                 |
| Ахмед I       | Шах Ахмед син Мехмеда Хана Завжди Звитяжний        | «Шах» повернуто, змінено написання                                                                             |
| Махмуд I      | Махмуд Хан син Мустафи Завжди Звитяжний            | «Хан» перенесено до імені султана, «Шах» вилучено                                                              |
| Мустафа III   | Шах Мустафа син Ахмеда Завжди Звитяжний            | «Хан» вилучено, «Шах» повернуто                                                                                |
| Абдул-Гамід I | Абдул-Гамід Хан син Ахмеда Завжди Звитяжний        | «Шах» вилучено, «Хан» повернуто                                                                                |
| –             | –                                                  | Надалі змін не відбувалося; іноді додавали махлас або декоративні елементи                                     |

#### Еволюція каліграфії й оздоблення

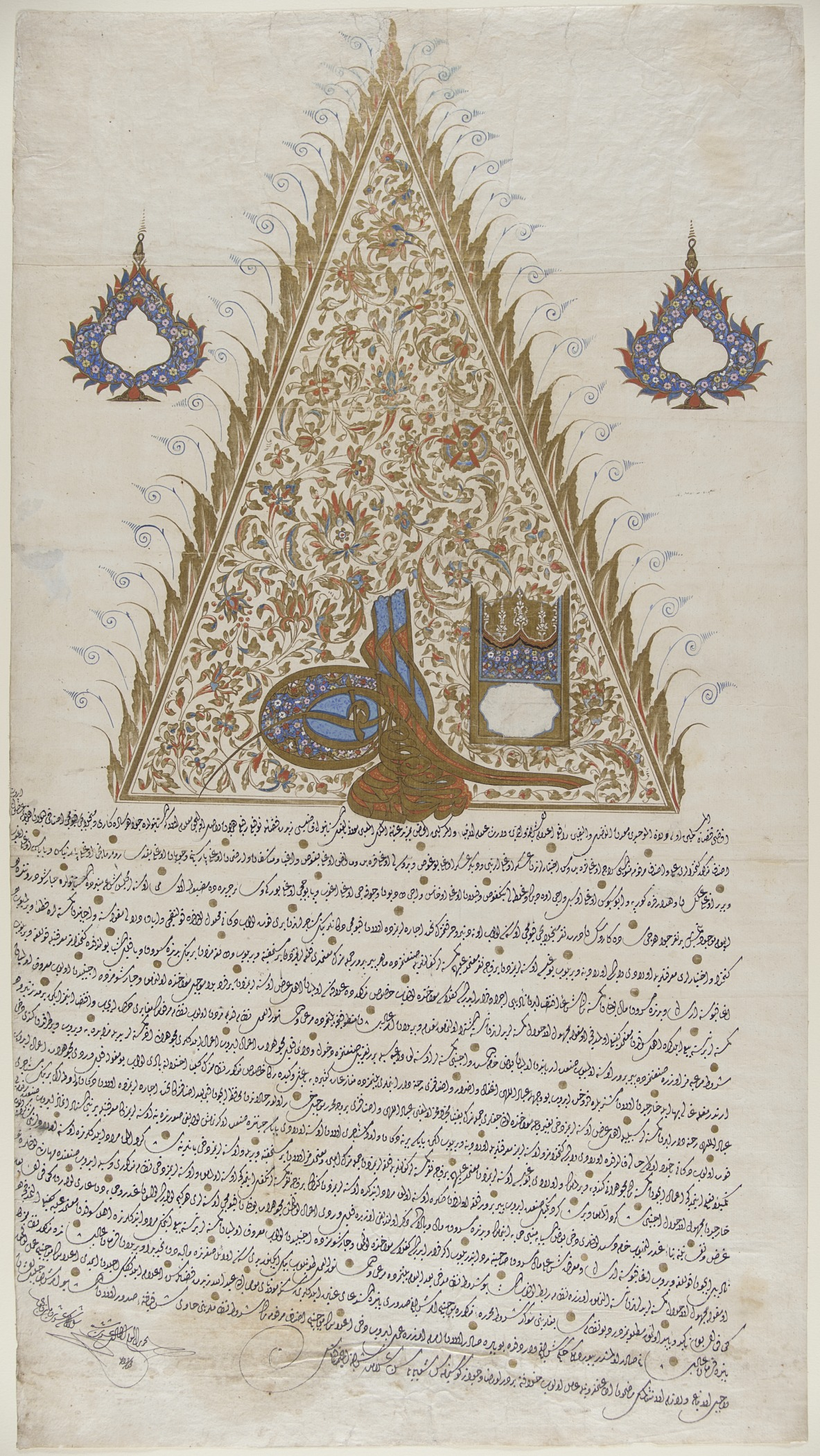
Тугра з оздобленням у формі кипариса на фермані Селіма III, 1805—1806 рік.

Перші тугри на ферманах були написані чорним чорнилом, як і решта тексту. Уперше тугру виписали золотим чорнилом за правління Мехмеда II Фатіха, а за правління його наступника Баязида II султанську тугру в середині завитків літер стали прикрашати тезхібом — східним варіантом ілюмінованого малюнка. Наприкінці XVI ст. оздоблення стало виходити за рамки, окреслені формою тугри, і набуло вигонистої форми, схожої на крону кипариса (дерева життя).
Подібні пишні оздоблення, крім іншого, покликані компенсувати каліграфічну недосконалість тугр. У XVIII столітті писані без тезхібу лише чорнилом або викарбувані на камені без прикрас тугри втратили колишню привабливість. Саме в цей період почалися спроби стандартизації тугри, коли за основу композиції бралася кафедра: завитки та тороки мали їй відповідати, а висота тугри мала становити два розміри кафедри. Проте цих зусиль виявилося недостатньо. У XIX ст. за каліграфію тугр взявся відомий майстер каліграфії Мустафа Раким-ефенді. Нововведення були такими:
- Зміна каліграфічного стилю

Тугра брала свій початок від стилю  тевкі', що означає «підпис» і в попередніх варіантах тугр майже не було видно зміни товщини ліній залежно від кута тримання пера. Мустафа Раким-ефенді, будучи майстром начертань сулюс і джелі сулюс, повністю оновив написання всіх літер у тугрі на власний смак і проявив варіації товщини ліній.  
- Оновлення композиції

У попередніх варіантах тугр не зважали на естетику переплетення літер і не дотримувалися збалансованих проміжків між ними, що в результаті впливало не лише на зовнішню привабливість, а й створювало додаткові складнощі у прочитанні. Мустафа Раким-ефенді поліпшив композицію, до цього для практично рівних тугр розробив каліграфічний стандарт нахилу літер ліворуч, що додало композиції вишуканості.
- Зміна форми

Мустафа Раким-ефенді пішов проти стандарту попередніх тугр, де основне скупчення припадало на кафедру. Він розробив математичні стандарти відповідності, якими встановив точні співвідношення у розмірах між кафедрою та іншими елементами тугри для забезпечення збалансованого вигляду.

### Використання
Спершу туграми послуговувалися як знаком затвердження правителем лише на документах, як-то на ферманах, бератах, меншурах (спеціальних грамотах на призначення вищих чинів держави), наказах, актах про володіння землею та ін. За формою й обрисами вони були повністю ідентичними. Пізніше сфера використання розширилася і тугри почали ставити на грошах та офіційних паперах і, зрештою, як державний герб на культових спорудах, будівлях, марках, прапорах і військовій техніці. Використання тугри у камені почалося від XVIII ст. Тут каліграфи дозволяли собі відступати від канонів й інтерпретувати тугру по-своєму, на деяких із них навіть текст різниться з офіційним .
Від початку існування Османської держави обов'язок виписувати тугру покладався на спеціального посадовця — нішанджи. За Законом Фатіха, у разі перенавантаження, йому мали допомагати й візири — починаючи з найнижчого за рангом. До кінця XVIII ст. посада зберігала за собою вплив, адже тугра була обов'язковим елементом для набуття документами юридичної сили. Проте у пізніший період у державному документообігу стали використовувати бланки з друкованою тугрою і значення нішанджи зійшло нанівець.
До XVII ст. виписувати тугру також мали право візири прикордонних бейліків, але через збільшення кількості візирів Кеманкеш Кара Мустафа-паша у XVII ст. скасував цю практику. Коли великий візир рушав у похід, він отримував у дорогу чисті аркуші з уже виписаною тугрою. Під час походу ці аркуші використовувалися для виготовлення ферманів. Також такі чисті аркуші з тугрою залишали намісникові в столиці, коли султан її покидав на певний час. За підробку тугри карали відрубуванням руки та довічним ув'язненням.
Тугра займала центральне місце у верхній частині герба Османської імперії, розробленого наприкінці XIX ст. Під час використання дизайн залишався сталим, а тугра змінювалася залежно від чинного султана.

Приклади використання тугри
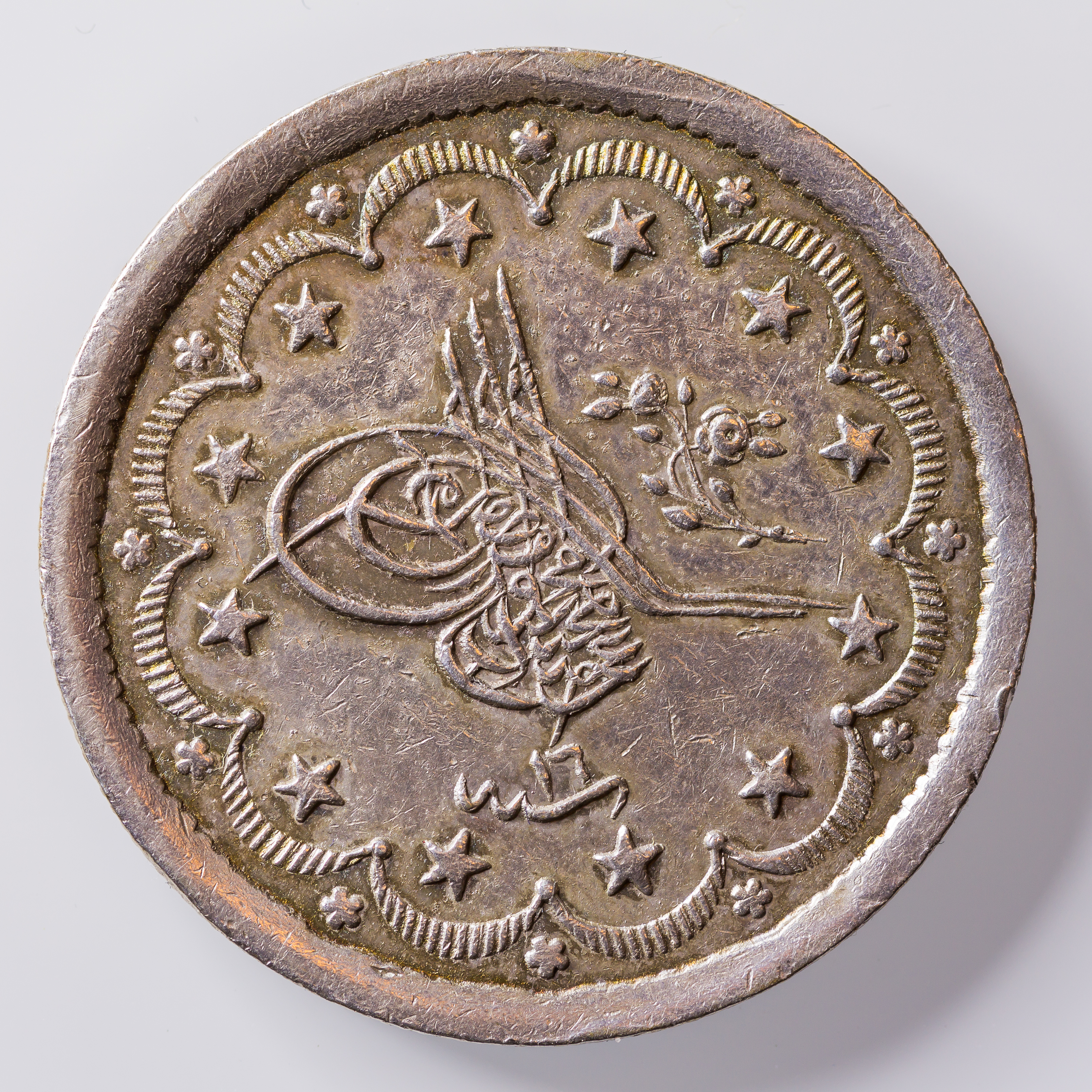
Монета з тугрою Абдул-Меджида I
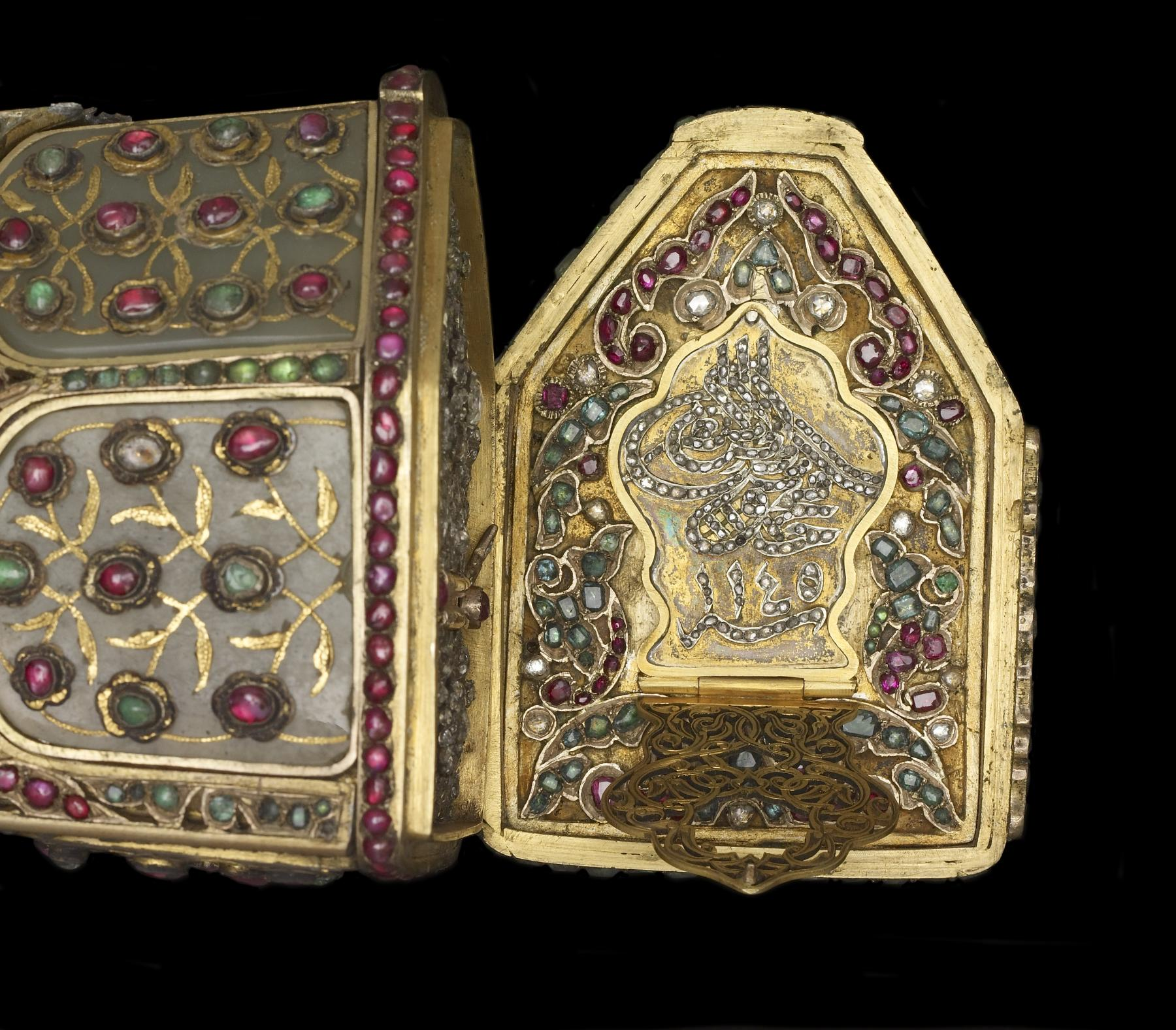
Елемент рушниці з інкрустованою діамантами тугрою Махмуда I
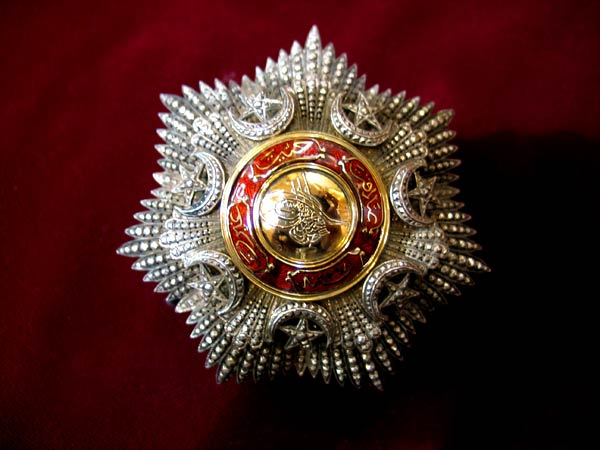
Орден Меджида
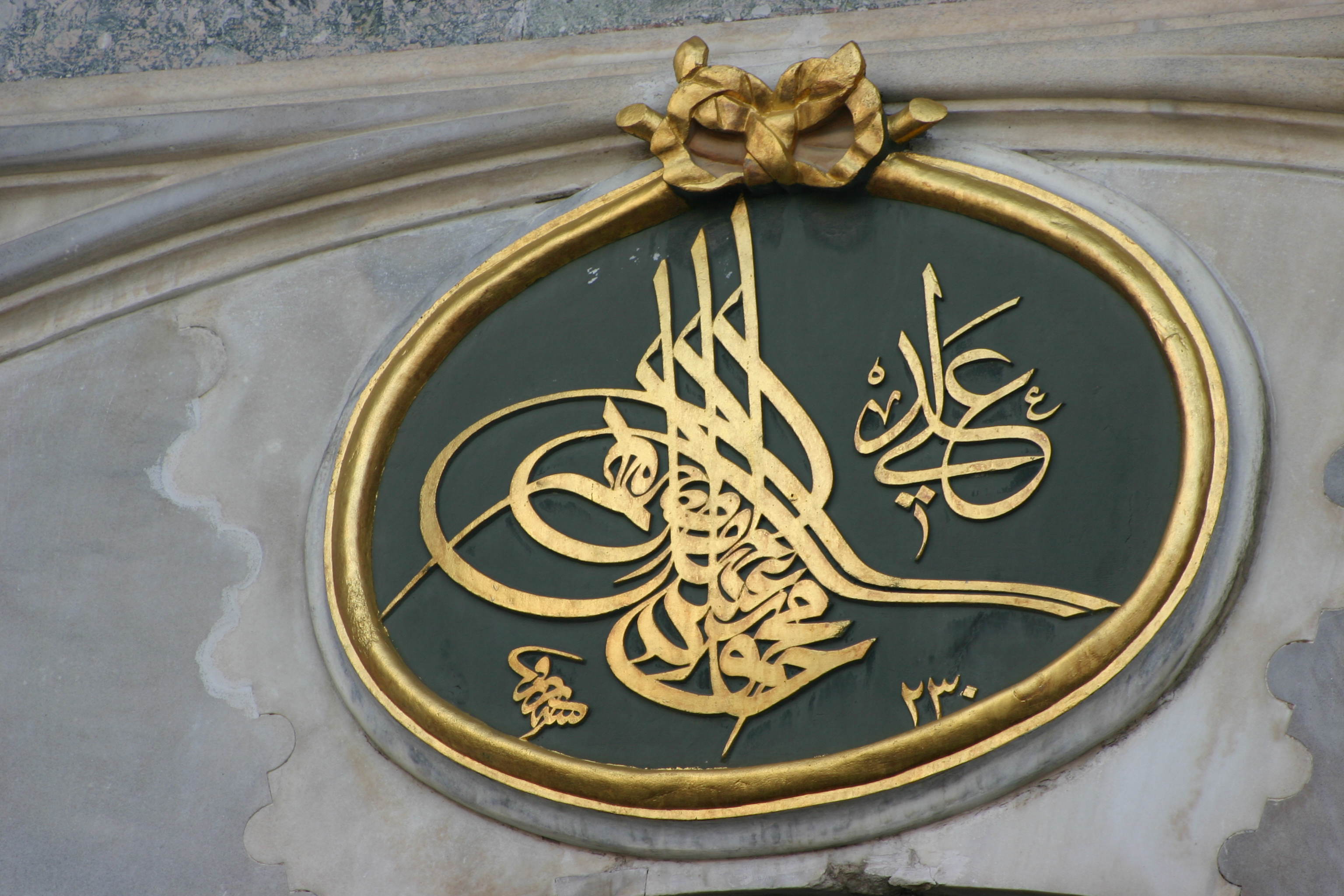
Тугра Махмуда II на брамі Баб-ус-Селям палацу Топкапи
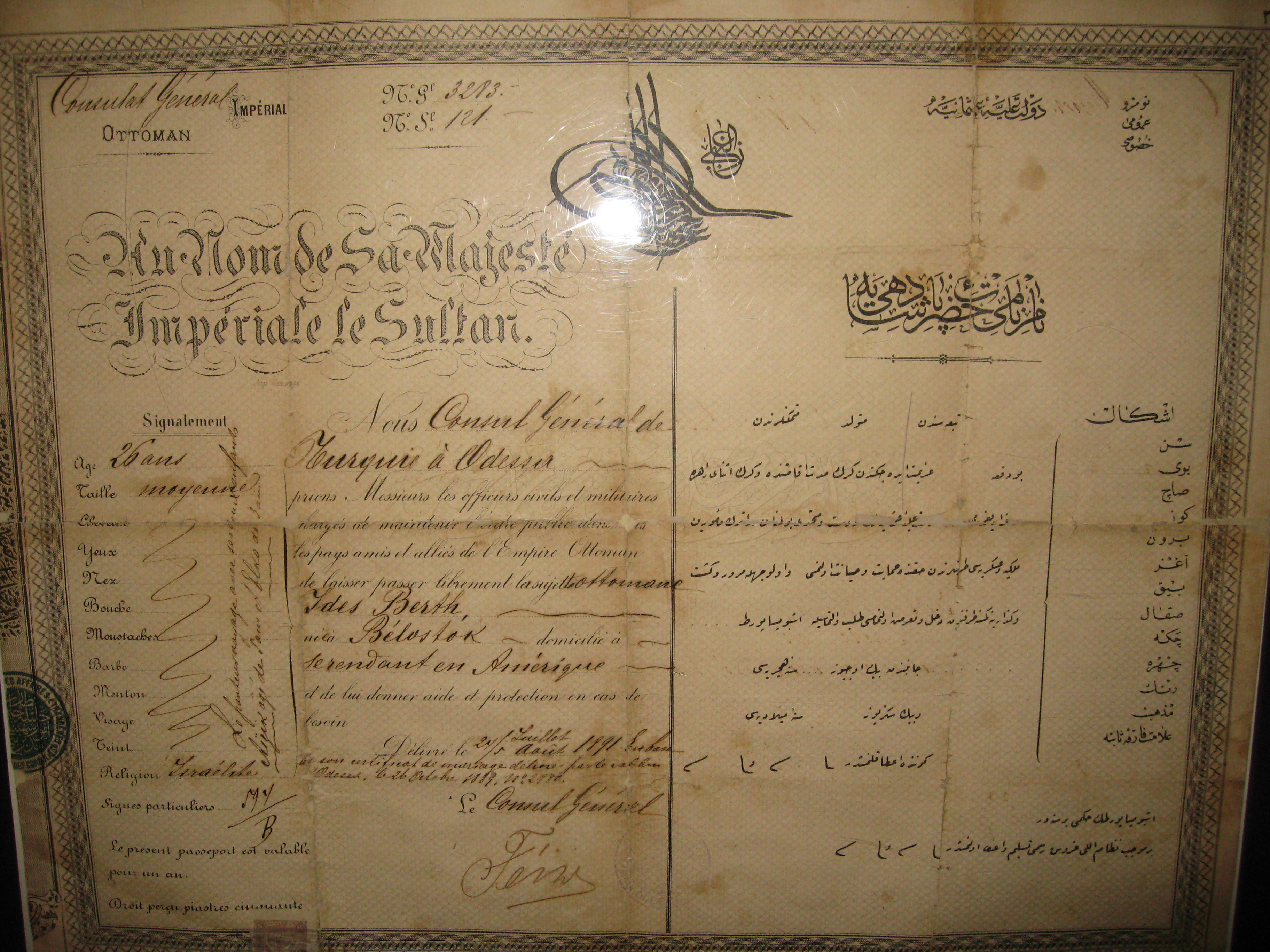
Паспорт підданого Османської імперії з тугрою Абдул-Гаміда II.

### Припинення використання

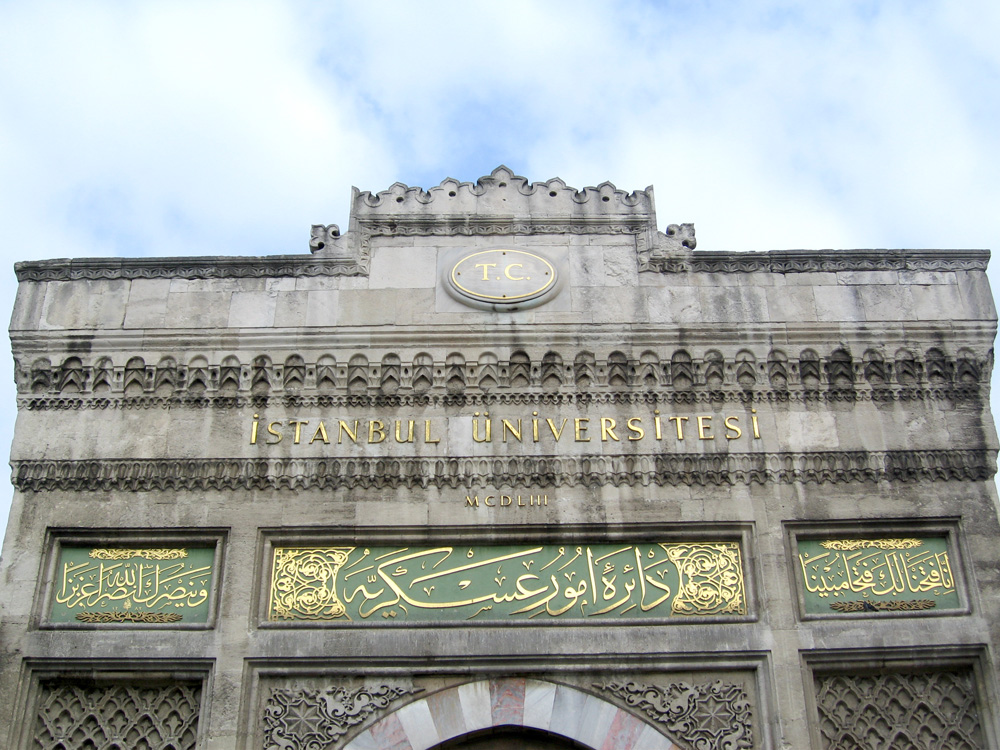
Вигляд головної брами Стамбульського університету до ухвалення рішення про розкриття тугр

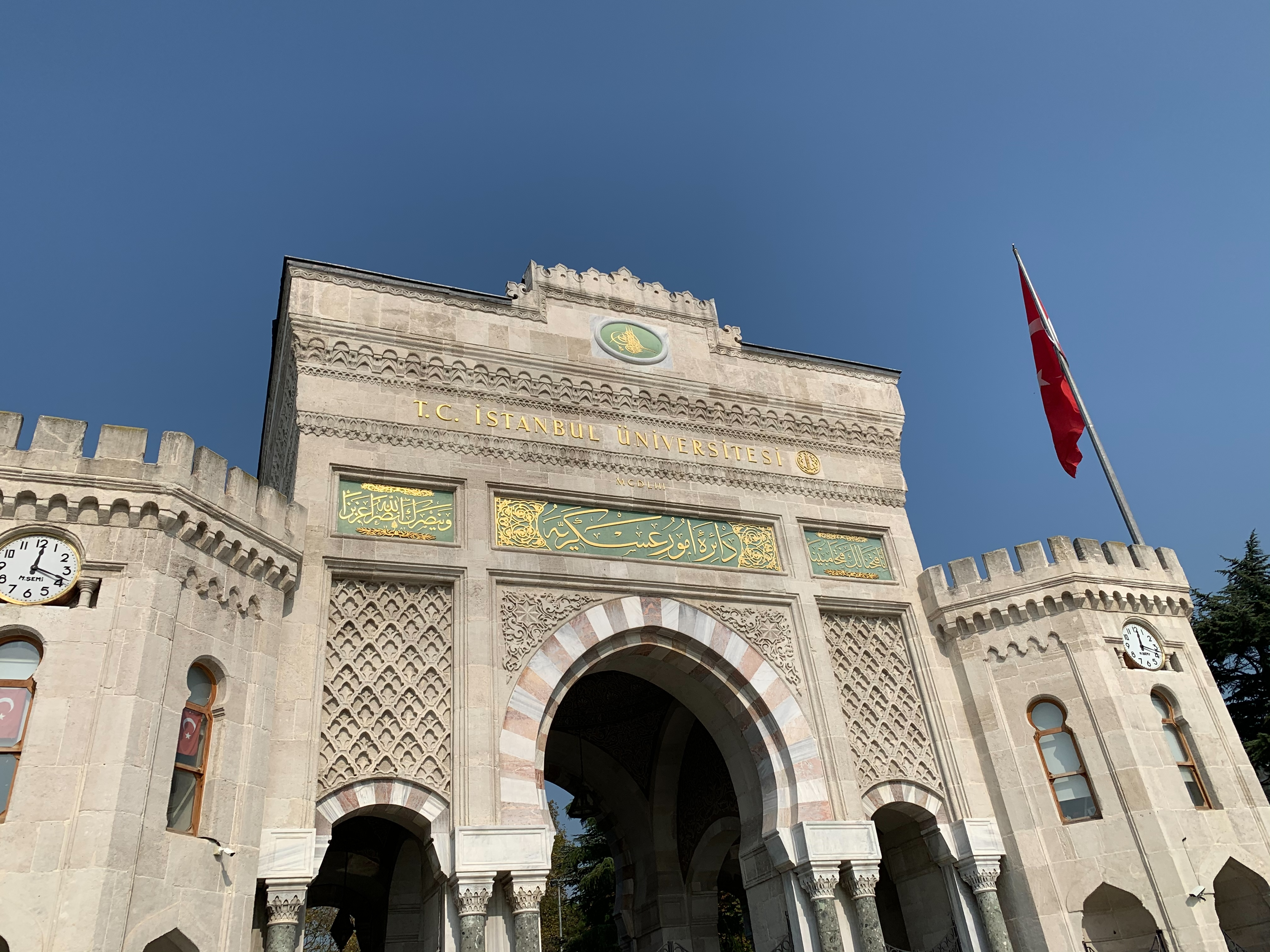
Вигляд головної брами Стамбульського університету після ухвалення рішення про розкриття тугр

Тугра як особистий знак султана на документах фактично перестала використовуватися після скасування султанату у 1922 році. Використання тугри на державних будівлях заборонили 28 травня 1927 року ухваленим Законом № 1057, текст якого містив три основні статті:
1. На будівлях, що виконують державні функції, будівлях муніципалітетів чи шкіл, мають бути відсутні символи султанату, такі як султанські тугри та османські герби, а також супровідні панегіричні таблички чи будь-які інші. Приватні будівлі зі збереженими чи неприкритими символами не можуть використовуватися як державні будівлі, доки відповідні символи не будуть усунуті чи прикриті.
2. Символи султанату,  розміщені на державних будівлях, мають бути демонтовані та перенесені до музеїв. Якщо демонтаж загрожує історичній чи художній цінності об'єкта чи будівлі, тугри та герби мають бути прикриті.
3. Визначення того, які саме символи слід демонтувати чи закривати на державних будівлях, а також у разі необхідності закривання — встановлення способу та форми такого закриття, належить Міністерству освіти за поданням зацікавлених міністерств[32].

Цю заборону фактично скасували через 87 років після затвердження. Рішенням від 19 лютого 2014 року Рада зі збереження культурних пам'яток при Міністерстві культури та туризму Туреччини ухвалила рішення №1290 про розкриття прихованих відповідно до попереднього закону тугр.

### Список тугр Османських султанів
вичерпний
| №                                                                 | Султан                | Тугра                   | Напис |
| ----------------------------------------------------------------- | --------------------- | ----------------------- | --- |
| 1                                                                 | Осман I               | -                       | - |
| 2                                                                 | Орхан I               | Тугра Орхана І          | Орхан син Османа осман. трансліт. Orhan bin Osman                                                                                     |
| 3                                                                 | Мурад I               | Тугра Мурада I          | Мурад син Орхана осман. трансліт. Murâd bin Orhan                                                                                     |
| 4                                                                 | Баязид І              | Тугра Баязида I         | Баязид син Мурад Хана осман. трансліт. Bâyezid bin Murâd Hân                                                                          |
| Османське міжправління (1402-1413) (20 липня 1402 – 5 липня 1413) |                       |                         | |
| -                                                                 | Іса Челебі            | -                       | Іса син Беязид Хана осман. трансліт. İsâ bin Bâyezid Hân                                                                              |
| -                                                                 | Сулейман Челебі       | Тугра Сулеймана Челебі  | Емір Сулейман син Беязида осман. трансліт. Emîr Süleymân bin Bâyezid                                                                  |
| -                                                                 | Муса Челебі           | -                       | Муса син Беязид Хана осман. трансліт. Mûsa bin Bâyezid Hân                                                                            |
| -                                                                 | Мехмед Челебі         | Тугра Сулеймана Челебі  | Мехмед син Беязид Хана осман. трансліт. Mehmed bin Bâyezid Hân                                                                        |
| Відновлення Султанату                                             |                       |                         | |
| 5                                                                 | Мехмед I              | Тугра Мехмеда I         | Мехмед син Беязид Хана осман. трансліт. Mehmed bin Bâyezid Hân                                                                        |
| 6                                                                 | Мурад II              | Тугра Мурада II         | Мурад син Мехмеда Хана Звитяжний осман. трансліт. Murâd bin Mehmed Hân Muzaffer                                                       |
| 7                                                                 | Мехмед II Фатіх       | Тугра Мехмеда II Фатіха | Мехмед син Мурада Хана Завжди Звитяжний осман. трансліт. Mehmed bin Murâd Hân Muzaffer Dâimâ                                          |
| 8                                                                 | Баязид II             | Тугра Баязида II        | Баязид син Мехмеда Хана Завжди Звитяжний осман. трансліт. Bâyezid bin Mehmed Hân Muzaffer Dâimâ                                       |
| 9                                                                 | Селім I               | Тугра Селіма I          | Селім Шах син Баязида Хана Завжди Звитяжний осман. трансліт. Selîm Şah bin Bâyezid Hân El-Muzaffer Dâimâ                              |
| 10                                                                | Сулейман I            | Тугра Селіма I          | Сулейман Шах син Селім Шаха Хана Завжди Звитяжний осман. трансліт. Süleymân Şah bin Selîm Şah Hân El-Muzaffer Dâimâ                   |
| 11                                                                | Селім II              | Тугра Селіма II         | Селім Шах син Сулейман Шаха Хана Завжди Звитяжний осман. трансліт. Selîm Şah bin Süleymân Şah Hân El-Muzaffer Dâimâ                   |
| 12                                                                | Мурад III             | Тугра Мурада III        | Шах Мурад син Селім Шаха Хана Завжди Звитяжний осман. трансліт. Şah Murâd bin Selîm Şah Hân El-Muzaffer Dâimâ                         |
| 13                                                                | Мехмед III            | Тугра Мехмеда III       | Мехмед син Мурада Хана Завжди Звитяжний осман. трансліт. Mehmed bin Murâd Hân El-Muzaffer Dâimâ                                       |
| 14                                                                | Ахмед I               | Тугра Ахмеда I          | Шах Ахмед син Мехмеда Хана Завжди Звитяжний осман. трансліт. Şah Ahmed bin Mehmed Hân El-Muzaffer Dâimâ                               |
| 15                                                                | Мустафа I             | Тугра Мустафи I         | Шах Мустафа син Мехмеда Хана Завжди Звитяжний осман. трансліт. Şah Mustafa bin Mehmed Hân El-Muzaffer Dâimâ                           |
| 16                                                                | Осман II              | Тугра Османа II         | Шах Осман син Ахмеда Хана Завжди Звитяжний осман. трансліт. Şah Osmân bin Ahmed Hân El-Muzaffer Dâimâ                                 |
| 17                                                                | Мурад IV              | Тугра Мурада IV         | Шах Мурад син Ахмеда Хана Завжди Звитяжний осман. трансліт. Şah Murâd bin Ahmed Hân El-Muzaffer Dâimâ                                 |
| 18                                                                | Ібрагім I             | Тугра Ібрагіма I        | Шах Мехмед син Ахмеда Хана Завжди Звитяжний осман. трансліт. Şah İbrâhim bin Ahmed Hân El-Muzaffer Dâimâ                              |
| 19                                                                | Мехмед IV             | Тугра Мехмеда IV        | Шах Мехмед син Ібрагіма Хана Завжди Звитяжний осман. трансліт. Şah Mehmed bin İbrâhim Hân El-Muzaffer Dâimâ                           |
| 20                                                                | Сулейман II           | Тугра Сулеймана II      | Шах Сулейман син Ібрагіма Хана Завжди Звитяжний осман. трансліт. Şah Süleymân bin İbrâhim Hân El-Muzaffer Dâimâ                       |
| 21                                                                | Ахмед II              | Тугра Ахмеда II         | Шах Ахмед син Ібрагіма Хана Завжди Звитяжний осман. трансліт. Şah Ahmed bin İbrâhim Hân El-Muzaffer Dâimâ                             |
| 22                                                                | Мустафа II            | Тугра Мустафа II        | Шах Мустафа син Мехмеда Хана Завжди Звитяжний осман. трансліт. Şah Mustafa bin Mehmed Hân El-Muzaffer Dâimâ                           |
| 23                                                                | Ахмед III             | Тугра Ахмеда III        | Шах Ахмед син Мехмеда Хана Завжди Звитяжний осман. трансліт. Şah Ahmed bin Mehmed Hân El-Muzaffer Dâimâ                               |
| 24                                                                | Махмуд I              | Тугра Махмуда I         | Махмуд Хан син Мустафи Завжди Звитяжний осман. трансліт. Mahmûd Hân bin Mustafa El-Muzaffer Dâimâ                                     |
| 25                                                                | Осман III             | Тугра Османа III        | Осман Хан син Мустафи Завжди Звитяжний осман. трансліт. Osmân Hân bin Mustafa El-Muzaffer Dâimâ                                       |
| 26                                                                | Мустафа III           | Тугра Мустафи III       | Мустафа Хан син Ахмеда Завжди Звитяжний осман. трансліт. Mustafa Hân bin Ahmed El-Muzaffer Dâimâ                                      |
| 27                                                                | Абдул-Гамід I         | Тугра Абдул-Гаміда I    | Абдул-Гамід Хан син Ахмеда Завжди Звитяжний осман. трансліт. Abdülhamid Hân bin Ahmed El-Muzaffer Dâimâ                               |
| 28                                                                | Селім III             | Тугра Селіма III        | Селім Хан син Мустафи Завжди Звитяжний осман. трансліт. Selîm Hân bin Mustafa El-Muzaffer Dâimâ                                       |
| 29                                                                | Мустафа IV            | Тугра Мустафи IV        | Мустафа Хан син Абдул-Гаміда Завжди Звитяжний осман. трансліт. Mustafa Hân bin Abdülhamid El-Muzaffer Dâimâ                           |
| 30                                                                | Махмуд II             | Тугра Махмуда II        | Махмуд Хан син Абдул-Гаміда Завжди Звитяжний (Адлі) осман. трансліт. Mahmûd Hân bin Abdülhamid El-Muzaffer Dâimâ (Adlî)               |
| 31                                                                | Абдул-Меджид I        | Тугра Абдул-Меджида I   | Абдул-Меджид Хан син Махмуда Завжди Звитяжний осман. трансліт. Abdülmecid Hân bin Mahmûd El-Muzaffer Dâimâ                            |
| 32                                                                | Абдул-Азіз            | Тугра Абдул-Азіза       | Абдул-Азіз Хан син Махмуда Завжди Звитяжний осман. трансліт. Abdülaziz Hân bin Mahmûd El-Muzaffer Dâimâ                               |
| 33                                                                | Мурад V               | Тугра Мурада V          | Мехмед Мурад Хан син Абдул-Меджида Завжди Звитяжний осман. трансліт. Mehmed Murâd Hân bin Abdülmecid El-Muzaffer Dâimâ                |
| 34                                                                | Абдул-Гамід II        | Тугра Абдул-Гаміда II   | Абдул-Гамід Хан син Абдул-Меджида Завжди Звитяжний (Ґазій) осман. трансліт. Abdülhamid Hân bin Abdülmecid El-Muzaffer Dâimâ (El-Gazi) |
| 35                                                                | Мехмед V              | Тугра Мехмеда V         | Мехмед Хан син Абдул-Меджида Завжди Звитяжний (Решад) осман. трансліт. Mehmed Hân bin Abdülmecid El-Muzaffer Dâimâ (Reşad)            |
| 36                                                                | Мехмед VI             | Тугра Мехмеда VI        | Мехмед Вахідеддін Хан син Абдул-Меджида Завжди Звитяжний осман. трансліт. Mehmed Vahideddin Hân bin Abdülmecid El-Muzaffer Dâimâ      |
| Скасування Османського султанату 1 листопада 1922                 |                       |                         | |
| -                                                                 | Абдул-Меджид II халіф | відсутня                | відсутній |

## Тугри Османських шехзаде
Власні тугри мали не тільки Османські падишахи, а й шехзаде. Під час їхнього правління в санджаках як намісників серед власного почту вони також мали нішанджи — спеціального посадовця для написання тугр на офіційних документах. Шехзаде розсилали власні накази, скріплені тугрою, в межах увірених територій як місцевий султан. Проте шехзаде не мали права на карбування власних монет і проголошення хутби на власну честь.
До наших днів дійшли чотири тугри шехзаде, які потім посіли престол правителя Османської імперії (Мурад II, Селім I, Сулейман I і Селім II), та ще одинадцять — шехзаде, які султанами не стали (сини Орхана Ібрагім і Сулейман; син Мехмеда II Джем; сини Беязида II Шехіншах, Ахмед, Алемшах і Коркут; син Алемшаха Мехмед; сини Сулеймана I Мехмед і Баязид). Якщо шехзаде сходив на престол, раніше використовувану ним тугру могли як залишити тією ж, так і змінити. З чотирьох відомих, тугра  Мурада II та Селіма II не змінилася, а тугри Селіма I й Сулеймана I були змінені (тугру Селіма I змінили не одразу з інтронізацією, а на другому році його правління).
Коли до тексту тугри додалося слово «Хан» як означення правителя, у туграх шехзаде, підготованих за життя їхнього батька, «Хан» використовувалося лише біля імені батька — на той момент чинного султана. Окремий приклад тугри належить шехзаде Мехмедові, синові Шехіншаха. Його тугру, скоріше за все, виписували ще за життя та правління діда — Беязида II, тому в тугрі закодоване не лише ім'я батька, а й ім'я діда (Мехмед син Шехіншаха син Беязида).
Шехзаде припинили послуговуватися особистими туграми після зміни системи наслідування престолу в Османській імперії у XVII ст., коли їх перестали направляти до санджаків і родичів чинного султана чоловічої статі стали утримувати в кафесі. 

## Тугри Кримських ханів
Перша тугра в Кримському Ханстві з'явилася у Хана Сахіба Ґерая у 1549 році. Тугру для Кримських Ханів виготовляли в Османському палаці та вручали під час призначення нового Хана в Стамбулі.
Тугри Кримських ханів писалися золотим чорнилом, звичайним із блискітками (техніка «ялдиз») та звичайним без блискіток. Чотири п'ятих усіх кримськотатарських тугр написані золотом. Більшість тугр Кримських ханів трибунчукові, подібно до османських. Проте османські тугри зазвичай додавалися перед основним текстом документу по центру, тоді як кримські тугри тяжіли вирівнюванням до правого берега . Деякі українські дослідники вважають символи, якими послуговувалися Кримські хани, не «тугрою», а «пенче».
Формула «Слово моє» є особливістю кримських наказів, яка використовувалася ще від першого Кримського хана Хаджі I Ґерая без тугри. Означало «наказ, повеління». Пізніше додано до тугри.

### Список тугр Кримських ханів
невичерпний
| Рік  | Хан             | Тугра                  | Напис                                                    |
| ---- | --------------- | ---------------------- | -------------------------------------------------------- |
| 1549 | Сахіб I Ґерай   | Тугра Сахиб I Герая    | Абу-ль-Фетх аль-Ґазій Сахіб Ґірай Хан. Слово моє         |
| 1578 | Мехмед II Ґерай | Тугра Мехмеда II Ґерая | Хан Мехмед Ґерай. Слово моє                              |
| 1628 | Джанібек Ґерай  | Тугра Джанібека Ґерая  | Джанібек Ґерай Хан. Слово моє                            |
| 1637 | Бахадир I Ґерай | Тугра Бахадира I Ґерая | Бахадир Ґерай Султан, син Селямета Ґерая Хана. Слово моє |
| 1682 | Мурад Ґерай     | Тугра Мурада Ґерая     | Мурад Ґерай Хан, син Мюбарек Ґерай Султана. Слово моє    |
| 1683 | Мурад Ґерай     | Тугра Мурада Ґерая     | Мурад Ґерай Хан, син Мюбарек Ґерай Султана. Слово моє    |
| 1781 | Шагін Ґерай     | Тугра Шагін Ґерая      | Шахін Ґерай Хан, завжди звитяжний                        |

## Тугри московських царів та російських імператорів
Появі тугр у Московському царстві сприяло тривале листування з Кримським ханством. Московські царі бажали бути рівними Ханам-чингізідам, тому використовували символ влади, який був зрозумілий ісламському світові. Цікаво, що документи з туграми московських царів надсилалися до Ірану, Індії, Кримського Ханства, до Хіви та Бухари, але ніколи — до Османської імперії. Туди документація надсилалася російською мовою.
Перша збережена до наших днів тугра датується 1620 роком і належить Михайлові I. Перші російські тугри не містили закодованого імені правителя і мали однаковий текст арабською мовою: «Милістю Володаря світів». Іменні тугри почав використовувати Петро I.
Тугра Олександра I за 1828 рік вже повністю наслідує принципи османських прикладів і містить текст «Олександр Павлович, імператор Росії, завжди звитяжний». Остання відома на сьогодні тугра російських царів належить Миколі I і датується 1830 роком.

### Список тугр московських царів та російських імператорів
невичерпний
| Рік  | Цар                 | Тугра                             | Напис                                                                  |
| ---- | ------------------- | --------------------------------- | ---------------------------------------------------------------------- |
| 1620 | Михайло I Федорович | Тугра Михайла I Федоровича        | Милістю Володаря світів араб. بعناية رب العالمين                       |
| 1695 | Петро I і Іван V    | Тугра Петра й Івана Олексійовичів | Милістю Володаря світів араб. بعناية رب العالمين                       |
| 1722 | Петро I             | Тугра Петра I                     | Петро Великий, син Олексійович, султан двох Півночей, хакан двох морів |
| 1722 | Петро I             | Тугра Петра I                     | Петро Перший, син Олексія, падишах Русі                                |

## Сучасне використання

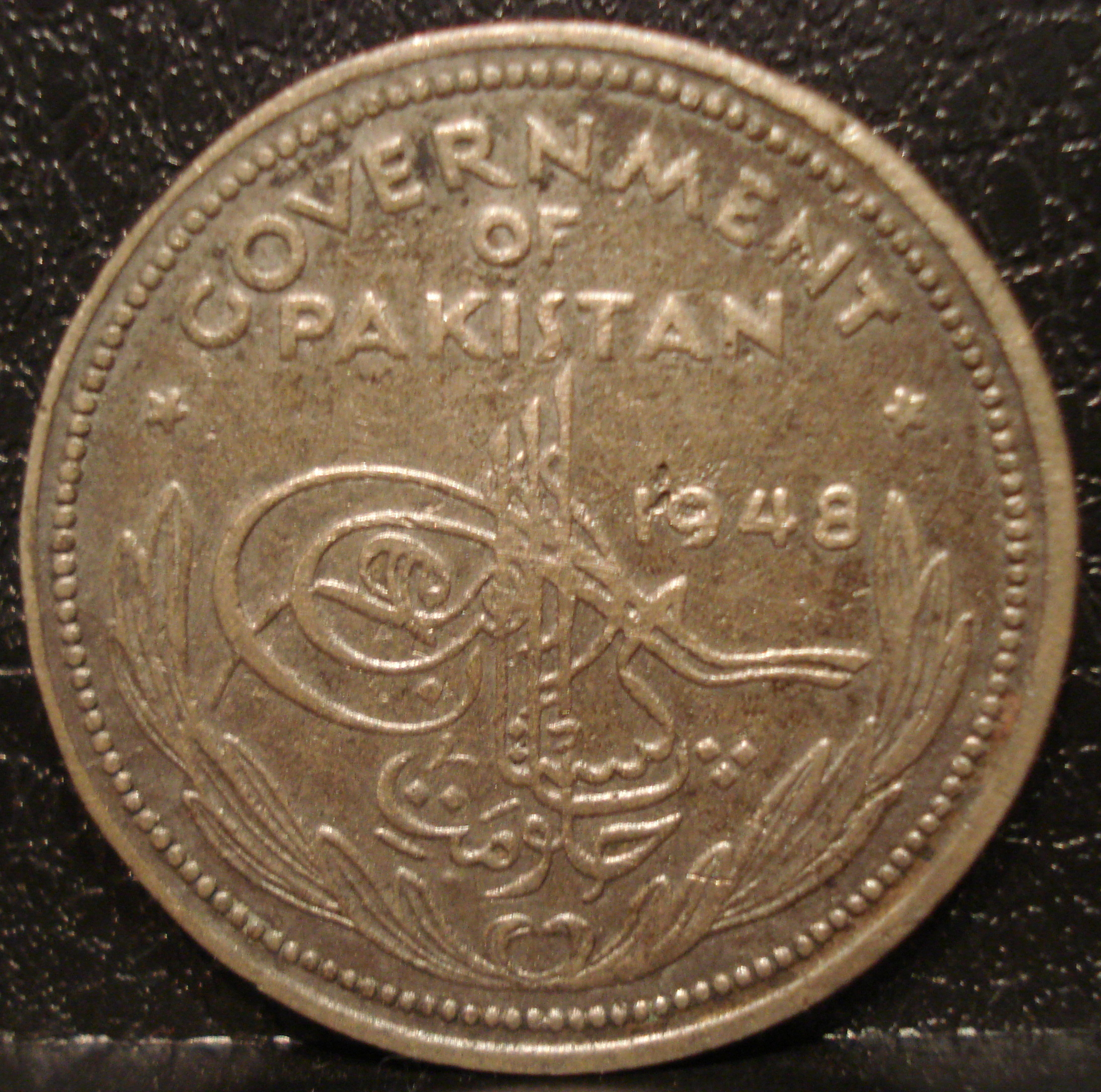
Перша рупія Пакистану, 1948 рік
напис: Уряд Пакистану

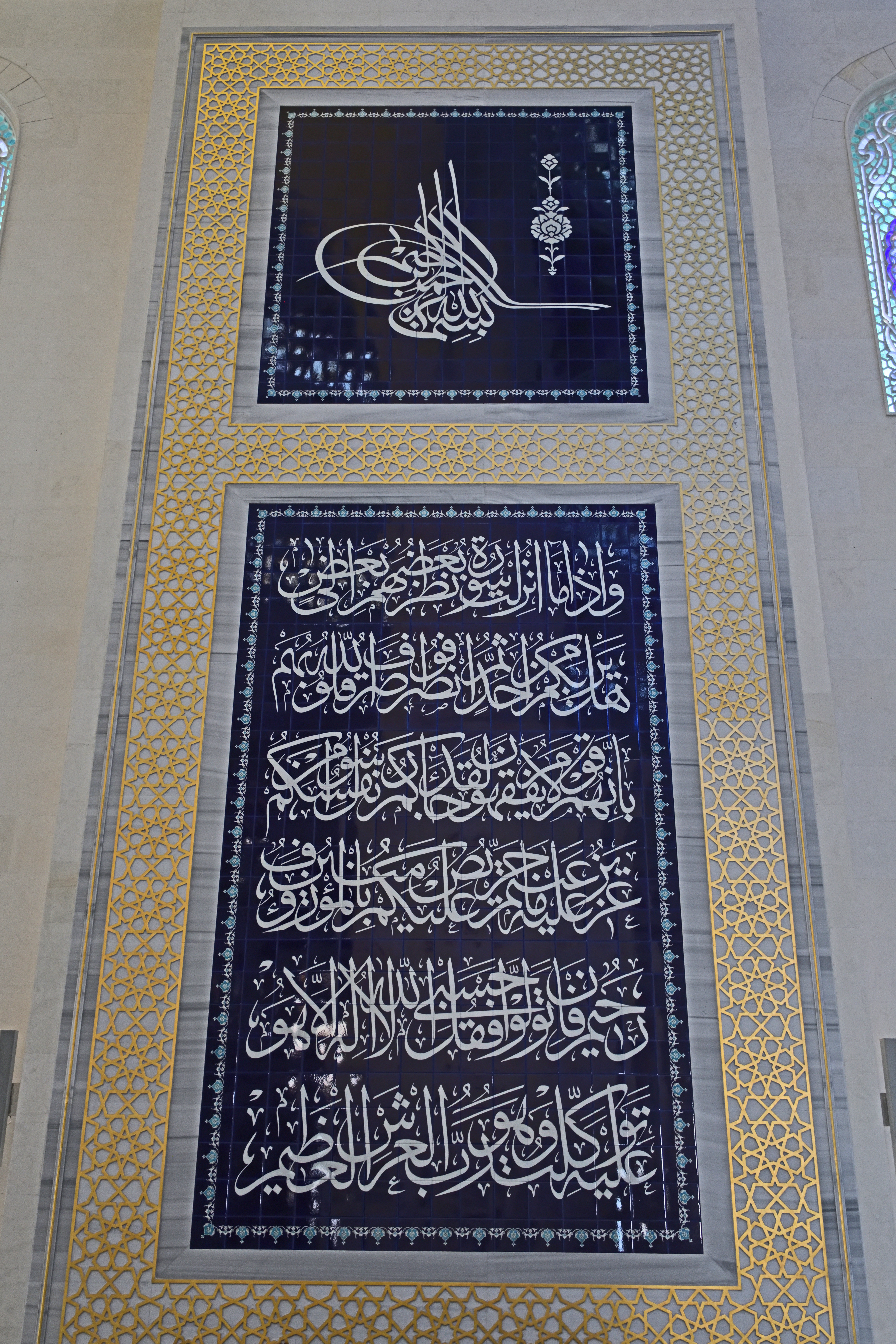
Басмала у формі тугри, мечеть Чамлиджа, Стамбул

Форму тугри можуть використовувати для створення каліграфічних композицій, не пов'язаних із іменами людей. Так, монети Пакистану з 1948 по 1974 рік містили тугру, в якій на урду закодовано «Уряд Пакистану» . Також сучасні мечеті оздоблюють басмалами, стилізованими у формі традиційної османської тугри.
Сучасні майстри арабської каліграфії, наслідуючи традиції попередніх століть, розробляють тугри для нинішніх державних керманичів як подарунки. Так, власну тугру має Президент Туреччини Реджеп Тайїп Ердоган із написом «Reis-i Cumhur Recep Tayyip Erdoğan el-Muzaffer Daima» (Президент Реджеп Тайїп Ердоган завжди звитяжний); 44-й президент США Барак Обама — з написом «Барак Хусейн Обама»; Президент РФ Володимир Путін — на ній закодовані його ім'я, по батькові та прізвище, без додаткового тексту;  шейх Катара Тамім бін Хамад Аль Тані; колишня держсекретарка США Гілларі Клінтон; майже всі президенти держав Середньої Азії. Оскільки тугра втратила юридичну силу, нині її за бажання може замовити собі будь-хто.